# 85471 Maryam
85471 Maryam este un asteroid din centura principală de asteroizi.

## Descriere
85471 Maryam este un asteroid din centura principală de asteroizi. A fost descoperit pe 4 iunie 1997 la Needville de Observatorul din Needville. Asteroidul prezintă o orbită caracterizată de o semiaxă mare de 2,35 ua, o excentricitate de 0,23 și o înclinație de 25,5° în raport cu ecliptica.